# 新多角的貿易交渉
新多角的貿易交渉（しんたかくてきぼうえきこうしょう、通称「新ラウンド」）とは、WTO加盟国による通商交渉で、農産品、工業品の貿易自由化だけでなく、サービス、途上国問題、紛争処理などを幅広く扱う新たな通商交渉全般のこと。WTOにおける通商交渉全般を指しては通常「ラウンド」という呼称が用いられるが、あるラウンドが合意され、その次のラウンドが開始されていない状態において、次に行われるべきラウンドを指して、特に新多角的貿易交渉（新ラウンド）という呼称が用いられる。

## 概要
1999年10月 - 11月のシアトル閣僚会議では、ウルグアイ・ラウンド（1986年 - 1994年）の結果に落胆した開発途上国の反発によって、立ち上げに失敗。そして、空白期を置き、2001年11月のドーハ閣僚会議でようやく交渉立ち上げに成功した。このため、2001年11月から開始した今回の、WTO加盟国による通商交渉を「ドーハ・ラウンド」と呼ぶ。しかし、実質合意を目指した2003年9月のメキシコ・カンクンでの閣僚会議では交渉が決裂、WTOの求心力は失墜した。
新ラウンド（ドーハ・ラウンド）の「枠組み合意」の期限日は、2004年7月31日だった。2004年7月31日からジュネーブのWTO本部で一般理事会が開かれ「枠組み合意」が論議されたが、農業自由化を巡る対立から、正式に採択されたのは翌8月1日未明だった。関税引き下げ方式や削減対象となる農業助成策の区分けなど具体的な交渉の土壌を整えたが、争点の一つである上限関税は「今後の検討課題」となり、持ち越された。
2001年11月のドーハ閣僚会議で最終合意期限とされた2005年1月1日は延長され、具体的な期日は2005年12月に香港で開かれる閣僚会議まで先送りされた。しかし香港閣僚会議では交渉方式の基本設計に合意したにとどまり、翌2006年7月、主に北半球に集中する先進国と、BRICSなど南半球の国家を含む新興国の対立から交渉は中断された。
交渉は2007年1月に再開され、2008年に包括合意寸前まで進展したが、同年8月には新興国に対する関税引き下げ要求を巡るアメリカとインドの対立で決裂。その後アメリカは、リーマン・ショックに端を発する世界的な景気低迷や中華人民共和国との対立から、通商交渉の基軸をラウンドから環太平洋パートナーシップ協定（TPP）や自由貿易協定（FTA）、経済連携協定（EPA） などの二国間自由貿易協定に移し、2011年12月17日、WTOはジュネーブでの定例閣僚会議で「『近い将来』の包括合意」を断念。
ドーハ・ラウンドの評価については、2015年12月のナイロビ閣僚会議では、閣僚宣言の第3部「今後のWTOの方向性」で
　多くのメンバーはドーハ開発アジェンダ（いわゆるドーハ・ラウンド）を従来どおりの枠組みで継続することの，全メンバーによる再確認を要求。他のメンバーは，多角的交渉から意義ある成果を得るためには新しいアプローチが必要として，ドーハ・ラウンド交渉の継続を再確認せず。
となった。これは、交渉開始14年を経たドーハ・ラウンド交渉につき，その継続の可否をめぐり，先進国（これまで十分な成果が出せなかったことに照らし，DDA交渉の基盤となってきた閣僚合意・決定に基づき継続することはできないとの立場）と途上国メンバー（ドーハ・ラウンド交渉は「開発ラウンド交渉」であり，これまでの交渉の枠組み・基盤に基づき継続すべしとの立場）の間での立場が両極に乖離し，その溝を埋めることができなかったため，両者の立場を両論併記する内容となったとされている。